# Liste von Bordsprechanlagen gemäß den Kennblättern fremden Geräts D 50/13

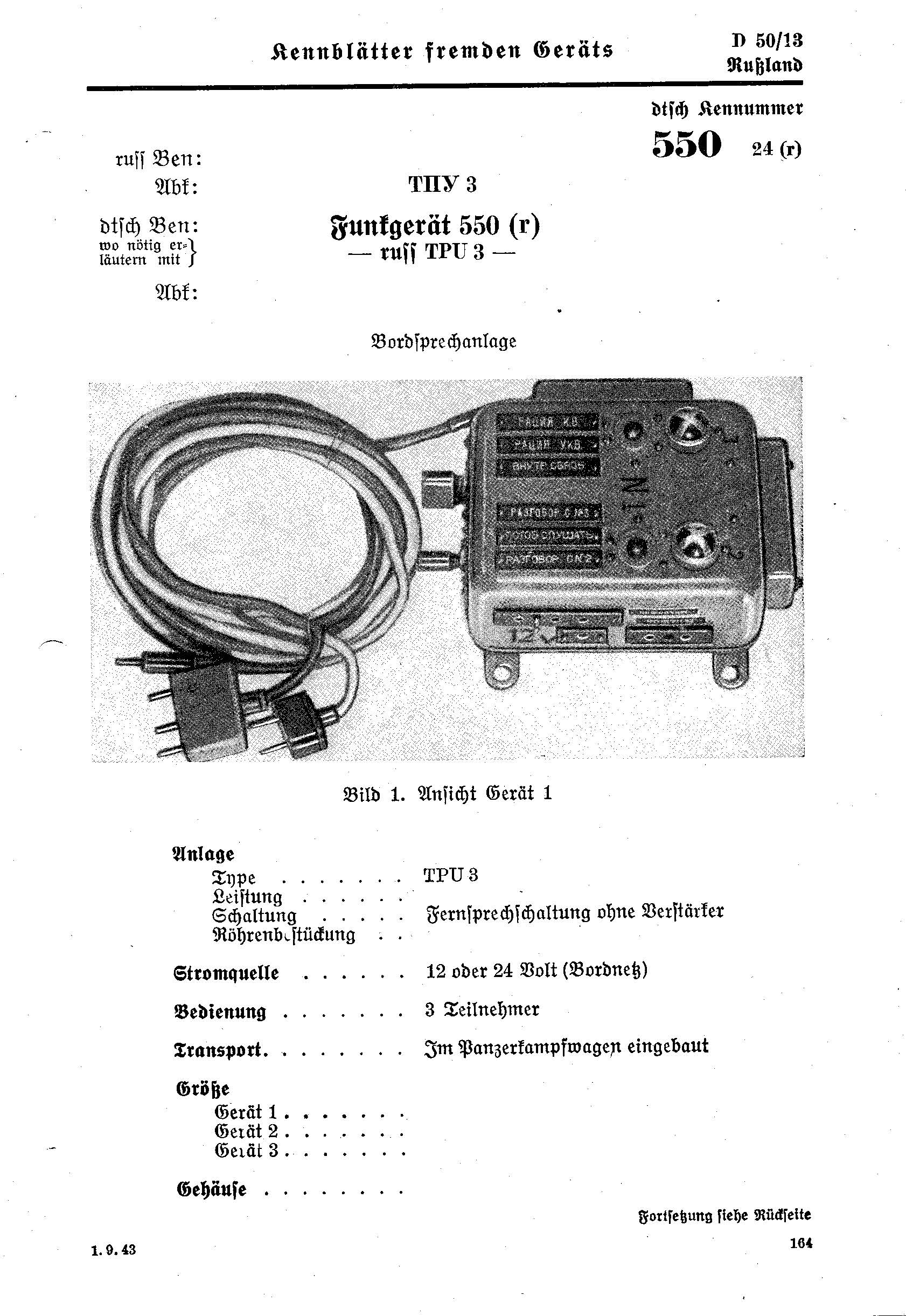
Kennblattbeispiel zu
D 50/13 Nr 550 24 (r)

In dieser Liste von Bordsprechanlagen gemäß den Kennblättern fremden Geräts D 50/13 werden Bordsprechanlagen aufgeführt, die vom Heereswaffenamt verzeichnet wurden.
Nachfolgend ein Überblick/Auszug zur offiziellen Dokumentation Kennblätter fremden Geräts D 50/13: Nachrichtengerät.

## Hinweise zur Liste
Aufbau der Tabelle
Untenstehende Tabelle führt folgenden Spalteninhalte:
- dtsch. Kennnr. (deutsche Kenn-Nummer), diese entspricht dem Originalindex in den Kopfzeilen der Kennblätter mit Kennnummer, Stoffgebietenummer und Beutezeichen.
- Abk. dtsch. Ben. (Abkürzung deutsche Benennung), Originalbezeichnung entnommen aus der fünften Zeile der Kennblätter.
- Landesbez. nach HWA (Heereswaffenamt), Originalangaben entnommen aus der ersten Zeile der Kennblätter.
- Bild, eine Bildauswahl aus Wikipedia für dieses Objekt.
- Bemerkungen, hier werden Links zu bereits existierenden Wikipedia-Artikeln eingetragen.

 Info: Die in der Tabelle angegebenen Originaleinträge sollen nicht geändert werden, weil diese den Angaben aus den Kennblättern entsprechen. Nach neuerem Forschungsstand sind teilweise Errata in den Kennblättern erkannt worden. Diese werden unten im Abschnitt Anmerkungen jeweils zur Kenn-Nummer erläutert. Die Wikilinks in den runden Klammern sollten das Lemma der entsprechenden Artikel in Wikipedia enthalten.
| dtsch. Kennr. | Abk. dtsch. Ben. | Landesbez.nach HWA (Wikipedia-Artikel) | Bild | Bemerkungen |
| ------------- | ---------------- | -------------------------------------- | ---- | --- |
| 546 24 (r)    | Fu. Ger. 546 (r) | TПУ 2 (TPU 2)                          |      | Bordsprechanlage Sprechverbindung innerhalb von Panzerkampfwagen und Anschluss an das Funkgerät für zwei Teilnehmer |
| 547 24 (r)    | Fu. Ger. 547 (r) | TПУ 2 P (TPU 2 R)                      |      | Bordsprechanlage Sprechverbindung innerhalb von Panzerkampfwagen und Anschluss an das Funkgerät für drei Teilnehmer |
| 550 24 (r)    | Fu. Ger. 550 (r) | TПУ 3 (TPU 3)                          |      | Bordsprechanlage Sprechverbindung innerhalb von Panzerkampfwagen und Anschluss an das Funkgerät für drei Teilnehmer |
| 551 24 (r)    | Fu. Ger. 551 (r) | TПУ 3 Д (TPU 3 L)                      |      | Bordsprechanlage Sprechverbindung innerhalb von Panzerkampfwagen und Anschluss an das Funkgerät für drei Teilnehmer |
| 552 24 (r)    | Fu. Ger. 552 (r) | TПУ 3 M (TPU 3 M)                      |      | Bordsprechanlage Sprechverbindung innerhalb von Panzerkampfwagen und Anschluss an das Funkgerät für drei Teilnehmer |
| 553 24 (r)    | Fu. Ger. 553 (r) | TПУ 3 P (TPU 3 R)                      |      | Bordsprechanlage Sprechverbindung innerhalb von Panzerkampfwagen und Anschluss an das Funkgerät für drei Teilnehmer |
| 556 24 (r)    | Fu. Ger. 556 (r) | TПУ 4 (TPU 4)                          |      | Bordsprechanlage Sprechverbindung innerhalb von Panzerkampfwagen und Anschluss an das Funkgerät für vier Teilnehmer |